# 希拉克 (夏朗德省)
希拉克（法語：Chirac，法語發音：[ʃiʁak]）是法国夏朗德省的一个市镇，位于该省东北部，属于孔福朗区。

## 地理
希拉克（45°54'50"N, 0°39'18"E）面积34.33 平方千米，位于法国新阿基坦大区夏朗德省，该省份为法国西部内陆省份，北起德塞夫勒省和维埃纳省，东临上维埃纳省，东南至多尔多涅省，南至多爾多涅省，西接滨海夏朗德省。
与希拉克接壤的市镇（或旧市镇、城区）包括：沙巴奈、沙布拉克、埃塔尼亞克、维埃纳河畔埃克西德伊、马诺、圣莫里斯德利永。

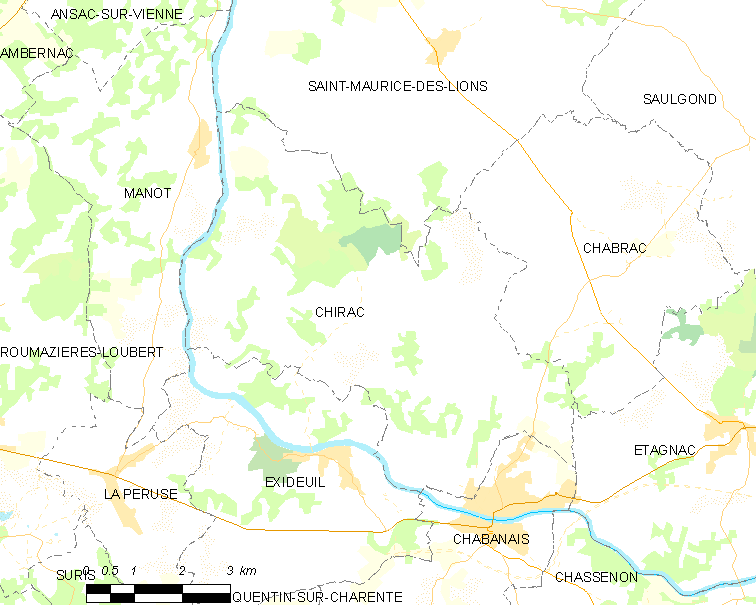
的OSM定位图

希拉克的时区为UTC+01:00、UTC+02:00（夏令时）。

## 行政
希拉克的邮政编码为16150，INSEE市镇编码为16100。

## 政治
希拉克所属的省级选区为夏朗德-维埃纳县。

## 人口

1962-2008年间人口变化图示

希拉克于2022年1月1日时的人口数量为779人。